# Krakauer Avantgarde
Die Krakauer Avantgarde (poln. Awangarda I oder Awangarda Krakowska) war eine Literaten-Gruppe, die in den Jahren 1922–1927 um die Krakauer Zeitschrift „Zwrotnica“ (dt. Die Weiche) gebildet wurde. Der Gruppe stand Tadeusz Peiper vor, ihr Haupttheoretiker und Autor des Programms.
Grundlinie war das Schaffen einer Opposition gegenüber Mustern in der Folge des Romantizismus und des Jungen Polen. Eine der hervorstechendsten Wirkungen avantgardistischer Bewegungen des 20. Jahrhunderts war das Streben nach Einschluss neuer Visionen in der Poesie in einem deutlichen Programm. Die Dichter der Avantgarde suchten nach einer theoretischen Begründung ihres Schaffens. Sie gingen von der Annahme aus, dass der Schaffensprozess keine zufällige Tat sei, sondern Ausdruck bestimmter Anschauungen, die es in einer klar formulierten Grundlage vorzustellen gelte. So verstanden sich zu Beginn des 20. Jahrhunderts viele künstlerische Manifeste, in denen ihre Schöpfer ihre neue Vision der Poesie vorstellten. Beinahe jede avantgardistische Bewegung sah  
sich dazu verpflichtet ein Manifest zu publizieren. Dieses Prinzip war auch den polnischen Avantgardisten nicht fremd. Die Krakauer Avantgardisten verabschiedeten 1922 das Manifest „Stadt. Masse. Maschine“ (poln. Miasto. Masa. Maszyna), in dem die Voraussetzungen einer neuen Poesie beschrieben wurden. Sie waren unter den Neuerern polnischer Künstlerbewegungen allerdings die einzigen, die ihr poetisches System in Einzelheiten ausarbeiteten. Losung: „Najmniej słów“ – „Am wenigsten Worte“.

## Vertreter
- Jan Brzękowski
- Jalu Kurek
- Tadeusz Peiper
- Julian Przyboś
- Adam Ważyk

## Hauptvoraussetzungen
- Der sog. Kult „3 x M“ („Miasto, Masa, Maszyna“) – ein Kult zeitgenössischer Zivilisation
- Der Künstler als Architekt-Bauherr der Sätze
- Präsentation eines Werks in Gleichgewichtigkeit der Gefühle
- Metapher als Mittel des Ausdrucks und Schaffens neuer poetischer Realität
- Annäherung des Rhythmus der Lyrik an den Rhythmus der Prosa
- Gebrauch kurzer Gedanken und kondensierter (gehäufter) Metaphorik
- Ökonomie poetischer Sprache
- Inanspruchnahme der Gegenwart
- Kult der Neuheit
- Emotionale Beherrschtheit (Antisentimentalismus)
- Präziser Bau der Gedichte, Kürze